# Iets Anders in Aarschot
Iets Anders in Aarschot (IA.IA.) was een Belgische lokale politieke partij in Aarschot.

## Geschiedenis
De eenmanspartij werd opgericht in de aanloop naar de gemeenteraadsverkiezingen van 2006 door Johan Delafortrie, een achterkleinzoon van Pieter Daens. Delafortrie wilde de verzuring van de maatschappij tegengaan en pleitte voor goede infrastructuur voor de lokale verenigingen. Voor de naam van zijn kieslijst vond hij inspiratie bij zijn balkende ezel. IA.IA. overtuigde 0,81% van de Aarschottenaars, onvoldoende voor een zetel in de gemeenteraad.
In de aanloop naar de Vlaamse verkiezingen van 2009 vormde hij de partij om tot de Christendemocratische kieslijst Romantische Volkspartij (RVP), waarmee hij het gedachtegoed van zijn overgrootvader en diens broer (priester Adolf Daens) opnieuw onder de aandacht wou brengen. Uiteindelijk nam hij evenwel niet deel aan deze stembusgang.
In juli 2011 overleed Delafortrie.